# アグリッパ・フリウス・フスス (紀元前446年の執政官)
アグリッパ・フリウス・フスス（ラテン語: Agrippa Furius Fusus、生没年不詳）は共和政ローマの政治家・軍人。紀元前446年には執政官を務めた。

## 経歴
紀元前446年、フススは執政官に選出。同僚はこれで4度目の選出となるティトゥス・クィンクティウス・カピトリヌス・バルバトゥスである。ここ数年ローマでは護民官の選出に関してパトリキとプレブスの反感が高まっており、ついに護民官がパトリキを次々と告発する事態にまで発展していた。これを知ったアエクイ族とウォルスキ族は合同してローマ周辺を荒らし回ったが、ローマでは前年からプレブスが募兵に応じずこれを見送るしかなかった。そこでバルバトゥスはプレブスに向かって演説し、自らの進退をかけて敵を撃退することを約束した
。また元老院も執政官や護民官に頭を下げたため、ようやくローマはまとまった。
緊急事態のため翌夜明けカンプス・マルティウスへの集結が命じられ、忌避するものには厳しい処罰が言い渡された。誰一人逃げるものはおらず夜明け前に集結、各コホルスは2名の元老院議員が指揮し、昼前にはローマを出発、3日目には敵と対峙することとなった。ここでフススはローマの勝利のため、同僚のバルバトゥスに指揮権を委ね、自らは左翼を預かった。戦いは騎兵による中央突破背面展開が成功し、バルバトゥス率いる右翼が敵中央を切り崩していた。それを知った血気盛んなフススは自ら軍旗を掲げて突撃し、更には軍旗を敵中に投げ込んで味方を奮起させ、ローマは勝利した。しかしながら、両執政官は凱旋式を要求しなかったという。
その後、アリキアとアルデアが領土問題でローマに仲裁を求めてきた。トリブス民会が開かれ両国の意見を聞いたが、そこで一人の老いたプレブスが発言を求めた。執政官は却下したが上訴 (プロウォカティオ) まで言い出したためこれを許可する。彼は50年近く前にグナエウス・マルキウス・コリオラヌスがコリオリを落としたこと (ローマ・ウォルスキ戦争) を持ち出し、紛争地帯の所有権はローマにあると主張した。両執政官や元老院議員はこれはひどいペテンであると人々に訴えたが、投票の結果ローマ領とされる不名誉な決定が下された。